# Rossbypriset
Rossbypriset utdelas av Svenska geofysiska föreningen (SGF) till en "framstående svensk eller utländsk forskare för betydelsefulla vetenskapliga insatser inom nordisk geofysik". Priset är instiftat till minne av Carl-Gustaf Rossby och utdelas med några års mellanrum ur en fond instiftad av SGF år 1965.

## Pristagare
- 1966 –	Erik Palmén, meteorologi
- 1968 –	Anders Ångström, meteorologi
- 1970 –	Erik Bergstrand, geodesi
- 1972 –	Tor Bergeron, meteorologi
- 1976 –	Arnt Eliassen, meteorologi
- 1981 –	Willy Stoffregen, rymdfysik
- 1985 –	Aksel Wiin-Nielsen, meteorologi
- 1988 –	Arne Bjerhammar, geodesi
- 1991 –	Pierre Welander, oceanografi
- 1993 –	Bert Bolin, meteorologi
- 1996 –	Dattatray Parasnis, tillämpad geofysik
- 2001 –	Anders Stigebrandt, oceanografi
- 2004 –	Bengt Hultqvist, rymdfysik
- 2007 –	Lennart Bengtsson, meteorologi
- 2010 –	Henning Rodhe, meteorologi
- 2014 – Ilmo Kukkonen, fasta jordens fysik
- 2017 – Kevin Bishop, hydrologi
- 2020 –	Dorthe Dahl-Jensen, glaciologi